# Скуріхінська
Скурі́хінська (рос. Скурихинская) — присілок у складі Котельницького району Кіровської області, Росія. Входить до складу Юр'євського сільського поселення.
Населення становить 30 осіб (2010, 52 у 2002).
Національний склад станом на 2002 рік — росіяни 96 %.